# Громов, Дмитрий Андреевич
Дмитрий Андреевич Громов (род. 2 июля 1991, Москва) — российский и казахстанский хоккеист, защитник.

## Карьера
Воспитанник московского хоккейного клуба «Крылья Советов». Начал профессиональную карьеру в 2008 году в составе молодёжной хоккейной команды (МХК) «Крылья Советов», выступавшей в Первой лиге российского чемпионата. В следующем году на первом драфте юниоров Континентальной хоккейной лиги (КХЛ) он был выбран в 1 раунде под общим 6 номером череповецкой «Северсталью». В том же году  стал одним из основных защитников фарм-клуба «Северстали» «Алмаз».
24 января 2012 года расторг контракт с «Северсталью». Два дня спустя Дмитрий подписал контракт с карагандинским клубом «Сары арка».

## Достижения
- Участник первого Кубка Вызова МХЛ: 2009—2010
- Бронзовый призёр Чемпионата Казахстана 2011—2012
- Победитель регулярного чемпионата ВХЛ: 2012—2013
- Финалист розыгрыша Кубка Петрова («Братины»): 2012—2013
- Обладатель «Братины»: 2014 («Сары арка»)

## Статистика выступлений
Последнее обновление: 2 марта 2012 года
|                 |                    |                 | Регулярный сезон | Регулярный сезон | Регулярный сезон | Регулярный сезон | Регулярный сезон | Регулярный сезон | Плей-офф | Плей-офф | Плей-офф | Плей-офф | Плей-офф | Плей-офф |
| Сезон           | Команда            | Лига            | Игр              | Г                | П                | Очк              | +/-              | Штр              | Игр      | Г        | П        | Очк      | +/-      | Штр      |
| --------------- | ------------------ | --------------- | ---------------- | ---------------- | ---------------- | ---------------- | ---------------- | ---------------- | -------- | -------- | -------- | -------- | -------- | -------- |
| 2008/09         | МХК Крылья Советов | Первая лига     | —                | —                | —                | —                | —                | —                | 12       | 0        | 0        | 0        | --       | 8        |
| 2009/10         | Алмаз              | МХЛ             | 45               | 6                | 9                | 15               | +8               | 148              | 3        | 0        | 0        | 0        | +1       | 6        |
| 2009/10         | Северсталь         | КХЛ             | 2                | 0                | 0                | 0                | --               | 0                | —        | —        | —        | —        | —        | —        |
| 2010/11         | Алмаз              | МХЛ             | 44               | 6                | 13               | 19               | +22              | 122              | 5        | 0        | 0        | 0        | +1       | 38       |
| 2010/11         | Северсталь         | КХЛ             | 1                | 0                | 0                | 0                | -1               | 2                | —        | —        | —        | —        | —        | —        |
| 2011/12         | Алмаз              | МХЛ             | 15               | 2                | 5                | 7                | --               | 22               | —        | —        | —        | —        | —        | —        |
| 2011/12         | Кристалл Св        | ВХЛ             | 22               | 1                | 1                | 2                | -6               | 31               | —        | —        | —        | —        | —        | —        |
| 2011/12         | Сарыарка           | ОЧРК            | 10               | 0                | 2                | 2                | +1               | 0                | —        | —        | —        | —        | —        | —        |
| 2012/13         | Сарыарка           | ВХЛ             | 52               | 0                | 1                | +5               | 77               | 21               | 0        | 5        | 5        | +1       | 28       |          |
| Всего в КХЛ     | Всего в КХЛ        | Всего в КХЛ     | 3                | 0                | 0                | 0                | -1               | 2                | —        | —        | —        | —        | —        | —        |
| Всего в карьере | Всего в карьере    | Всего в карьере | 201              | 15               | 36               | 51               | +30              | 400              | 20       | 0        | 0        | 0        | +2       | 52       |